# Savio Nsereko
Savio Nsereko znany także jako Savio (ur. 27 lipca 1989 w Kampali) – niemiecki piłkarz pochodzący z Ugandy występujący na pozycji napastnika.

## Kariera klubowa
Swoją karierę piłkarską rozpoczął w roku 2004 w szkółce piłkarskiej klubu TSV 1860 Monachium. Rok później przeszedł do Brescii Calcio, gdzie po dwóch latach gry w zespole juniorów został włączony do pierwszej drużyny. Zadebiutował tam 15 września w pojedynku z Pisą Calcio. W swoim debiutanckim sezonie we włoskiej drużynie wystąpił jeszcze w czterech spotkaniach Serie B. 20 września 2008 roku w wygranym 2:1 meczu z Ascoli Calcio zdobył swoją pierwszą bramkę dla Brescii.
W rundzie jesiennej sezonu 2008/2009 zagrał jeszcze w 16 pojedynkach oraz zdobył dwie bramki, po czym, 26 stycznia 2009 roku podpisał kontrakt z występującym w angielskiej Premier League West Ham United. Otrzymał koszulkę z numerem 10, którą nosił wcześniej Craig Bellamy. W nowej drużynie zadebiutował 28 stycznia w wygranym 2:0 meczu z Hull City. W sezonie 2008/2009 wystąpił w 10 meczach.
31 sierpnia 2009 roku został wymieniony przez West Ham na portugalskiego zawodnika Manuela Da Costę, który wcześniej bronił barw włoskiej Fiorentiny. W styczniu 2010 roku został wypożyczony do Bologny, natomiast w czerwcu do TSV 1860. W 2011 roku wypożyczono go najpierw do Czernomorca Burgas, a następnie do SS Juve Stabia.

## Kariera reprezentacyjna
Mimo iż Savio urodził się w Ugandzie od roku 2008 Savio występował w młodzieżowych reprezentacjach Niemiec. Z kadrą do lat 19 wystąpił na wygranych przez Niemców Mistrzostwach Europy w 2008 roku.